# Sân vận động Chonburi
Sân vận động Chonburi (tiếng Thái: ชลบุรี สเตเดียม หรือ สนาม อบจ. ชลบุรี) là một sân vận động đa năng ở Mueang Chonburi, tỉnh Chonburi, Thái Lan. Sân hiện đang được sử dụng chủ yếu cho các trận đấu bóng đá. Đây là sân nhà của Chonburi F.C. Sân vận động có sức chứa 8.680 người.